# Mount Ayr (Indiana)
Pour les articles homonymes, voir Mount Ayr.
Mount Ayr est une municipalité américaine située dans le comté de Newton en Indiana.
Lors du recensement de 2010, sa population est de 122 habitants. La municipalité s'étend alors sur une superficie de 0,15 mille carré (0,39 km2).
La localité est fondée en 1882 par Lewis Marion, lors de l'arrivée du Chicago and Eastern Illinois Railroad. Elle porte à l'origine le nom de Mount Airy.